# Zwerggrindwal
Der Zwerggrindwal (Feresa attenuata), aufgrund einiger gemeinsamer Merkmale mit dem Großen Schwertwal (Orcinus orca) auch bekannt als Zwergschwertwal oder Zwergkillerwal, ist ein kleiner, relativ selten gesichteter Wal aus der Familie der Delfine (Delphinidae).
Bis in die frühen 1950er Jahre kannte man den Wal nur aufgrund von zwei Schädeln im British Museum. Die erste Beschreibung stammt von  John Edward Gray aus dem Jahr 1874. 1954 wurde er von Muneasto Yamada anhand von Exemplaren vor Honshū wiederentdeckt und erneut beschrieben.

## Merkmale
Der Zwerggrindwal erreicht eine Länge von 2,1 bis 2,6 Metern und ein Gewicht von 110 bis 170 Kilogramm. Sein Körper ist vor allem vorne massig, der Kopf auffällig rundlich ohne vorstehende Schnauze. Die Lippen sind weiß, bei einigen Tieren auch das Kinn. Im Oberkiefer sitzen 16 bis 24, im Unterkiefer 20 bis 26 Zähne. Die Tiere sind dunkel gefärbt mit einem dunkelbraunen oder dunkelgrauen Kopf und Cape auf dem Rücken, etwas helleren, blauschwarzen, dunkelgrauen oder braungrauen Flanken und einer hellgrauen W-Form auf der Brust sowie einem großen weißen Fleck auf dem Bauch, der durch eine Furche halbiert wird. Der Körper ist manchmal auffällig verkratzt. Die Finne ist groß mit leicht spitzem Ende und konkaver, manchmal gewellter Hinterkante. Die Flipper sind lang mit abgerundeten Spitzen und konvexer Vorderkante. Die Fluke hat spitze Enden und eine leichte Einkerbung in der Mitte. Neugeborene sind etwa 80 Zentimeter lang.

## Verbreitung

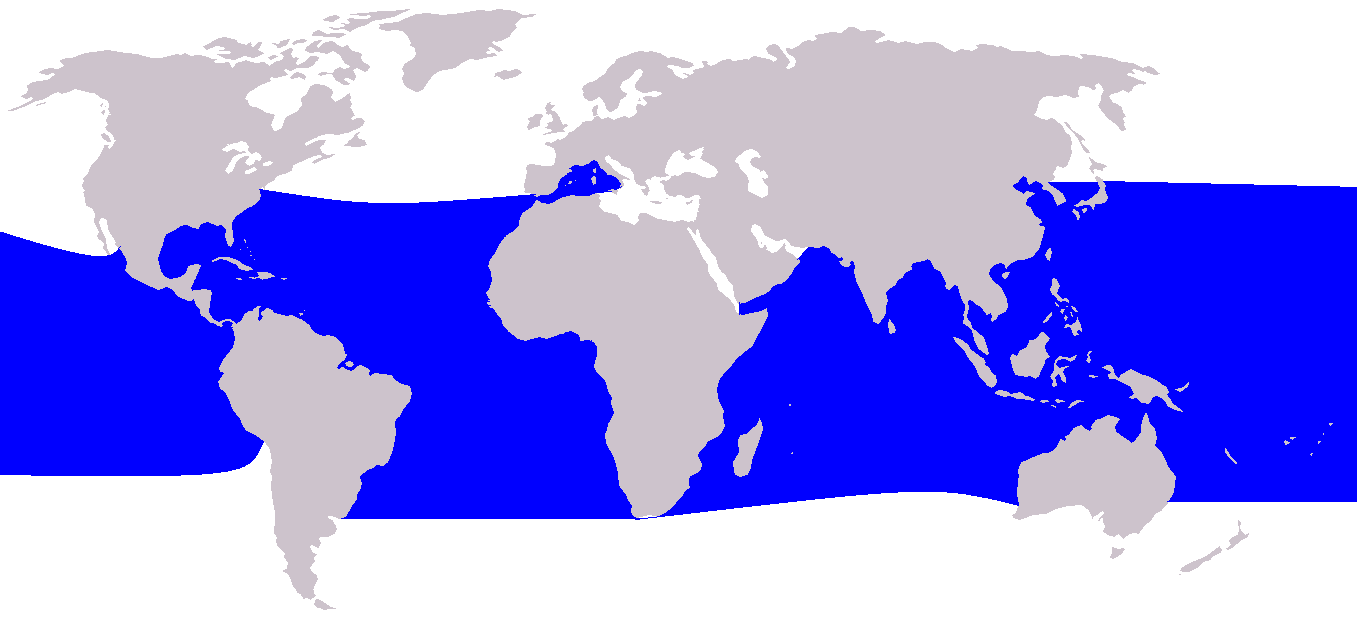
Verbreitung

Der Zwerggrindwal ist weltweit in tropischen und subtropischen Gewässern beheimatet. Er scheint allerdings nicht sehr häufig zu sein. Regelmäßige Sichtungen gibt es von Hawaii und aus Japan, als Beifang wird er regelmäßig im Indischen Ozean nahe Sri Lanka und den Kleinen Antillen gefangen. Im Atlantik gibt es Sichtungen an den Küsten von Florida und dem Senegal. Die Art strandet relativ häufig.

## Lebensweise
Der Zwerggrindwal bildet Schulen von 15 bis 25 Tieren, manchmal auch sehr viel größere Gruppen. Es wurde beobachtet, dass sie gemeinschaftlich jagen und dabei auch andere Kleinwale wie den Gemeinen Delfin töten. Ihre Hauptnahrung besteht allerdings aus Fischen und Kopffüßern. Bei Gefahr bilden sie dichte Gruppen und fliehen. Die von den Tieren abgegebenen Knurrlaute sind teilweise über Wasser hörbar. In Gefangenschaft haben sich Zwerggrindwale Menschen und anderen Walen gegenüber als aggressiv gezeigt.

## Systematik
Die wissenschaftliche Erstbeschreibung des Zwerggrindwals erfolgte 1874 durch den britischen Naturforscher John Edward Gray, der ihn in die eigenständige Gattung Feresa einordnete. Diese etablierte er bereits vier Jahre vorher im Jahr 1870 zur Einordnung eines von ihm bereits 1827 als Delphinus intermedius, 1843 als Grampus intermedius und 1846 nochmal als Orca intermedia beschriebenen Schädels, den er aufgrund einer Diskussion mit William Henry Flower als Vertreter einer neuen Untergattung oder einer bereits bestehenden Gattung kleinerer Wale ansah. Feresa intermedia wurde später mit Feresa attenuata, dem Zwerggrindwal, synonymisiert, wobei in diesem Fall der neuere Name zum offiziellen Artnamen wurde.
Genetische Untersuchungen zeigen den Zwerggrindwal als Schwesterart einer vom Breitschnabeldelfin (Peponocephala electra) und den beiden Arten der Grindwale (Globicephala) gebildeten Klade. Gemeinsam bilden diese Arten mit dem Kleinen Schwertwal (Pseudorca crassidens), dem Rundkopfdelfin (Grampus griseus), dem Rauzahndelfin (Steno bredanensis) und der Gattung Orcaella die Unterfamilie Globicephalinae innerhalb der Delfine.

## Belege
1. 1 2  
Michael R McGowen, Georgia Tsagkogeorga, Sandra Álvarez-Carretero, Mario dos Reis, Monika Struebig, Robert Deaville, Paul D Jepson, Simon Jarman, Andrea Polanowski, Phillip A Morin u. Stephen J Rossiter:  Phylogenomic Resolution of the Cetacean Tree of Life Using Target Sequence Capture. Systematic Biology, Volume 69, Issue 3, Mai 2020, S. 479–501, doi: 10.1093/sysbio/syz068